# Breitenbach (Schönberg)
Breitenbach ist ein Ortsteil der Gemeinde Schönberg im Landkreis Zwickau (Freistaat Sachsen). Der Ort wurde am 1. Juli 1950 nach Pfaffroda eingemeindet, mit dem er am 1. Januar 1974 zu Schönberg kam.

## Geografie

### Geografische Lage
Breitenbach liegt im südöstlichen Gemeindegebiet von Schönberg. Der durch den Ort fließende Bach entwässert über die Wiera in die Pleiße.

### Nachbarorte
| Wünschendorf | Tettau, Oberwiera                           |            |
| Schönberg    | Kompassrose, die auf Nachbargemeinden zeigt | Neukirchen |
|              | Pfaffroda                                   |            |

## Geschichte

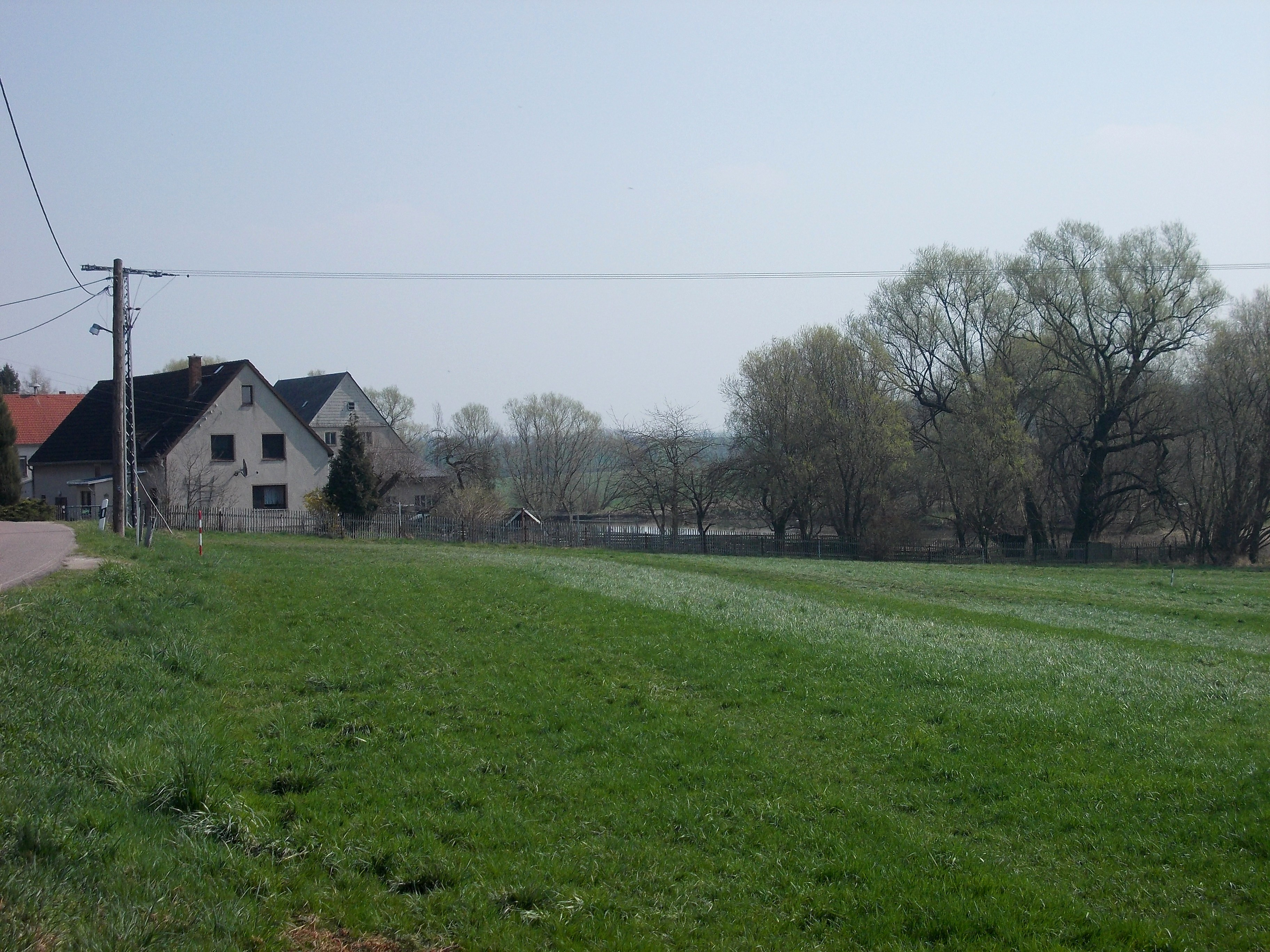
Ortsansicht von Breitenbach

Der Ort Breitenbach wurde im Jahr 1338 als „das gut zu Breitenbach“ erwähnt. Um 1488 ist ein Vorwerk in dem Dorf erwähnt. Breitenbach kam im Jahr 1543 als einstiger Besitz des im Zuge der Reformation im Jahr 1533 aufgelösten Klosters Remse durch Kauf an die Herren von Schönburg. Um 1696 wird Breitenbach jedoch als amtsunmittelbarer Ort der schönburgischen Herrschaft Remse geführt, welche nach Auflösung des Klosters Remse im Jahr 1533 entstand und seit 1543 den Herren von Schönburg unter wettinischer Oberhoheit gehörte. In Breitenbach befand sich die herrschaftliche Schäferei und ein Vorwerk. Im Rahmen der administrativen Neugliederung des Königreichs Sachsens wurde Breitenbach als Teil der schönburgischen Lehnsherrschaft Remse im Jahr 1835 der Kreisdirektion Zwickau unterstellt. Die Lehnsherrschaft Remse mit ihren Orten wurde seitdem administrativ durch das königlich-sächsische Amt Zwickau verwaltet.
Ab 1856 gehörte Breitenbach zum Gerichtsamt Remse und ab 1875 zunächst zur Amtshauptmannschaft Zwickau. Nachdem auf dem Gebiet der Rezessherrschaften Schönburg im Jahr 1878 eine Verwaltungsreform durchgeführt wurde, kam Breitenbach mit dem gesamten ehemaligen Gerichtsamtsbezirk Remse im Jahr 1880 zur neu gegründeten sächsischen Amtshauptmannschaft Glauchau.
Am 1. Juli 1950 wurde Breitenbach nach Pfaffroda eingemeindet, welches wiederum am 1. Januar 1974 in die Gemeinde Schönberg eingemeindet wurde. Durch die zweite Kreisreform in der DDR kam Breitenbach im Jahr 1952 zum Kreis Glauchau im Bezirk Chemnitz (1953 in Bezirk Karl-Marx-Stadt umbenannt), der ab 1990 als sächsischer Landkreis Glauchau fortgeführt wurde und 1994 im Landkreis Chemnitzer Land bzw. 2008 im Landkreis Zwickau aufging.